# 韋拉馬
韋拉馬（葡萄牙語：Vilamar Damasceno；1946年—1989年10月4日）是巴西結他手、浪漫主義音樂歌手及作曲家。曾經在塞阿拉州定居二十多年。

## 外部連結
- 東北日報
- 韋拉馬街巷–福塔雷薩市市議會[永久]